# G4-länderna

Karta över G4-länderna.

G4 (Group of Four) är en benämning på Japan, Indien, Tyskland och Brasilien. Dessa länder har gjort anspråk på permanent plats i FN:s säkerhetsråd.